# Космос-1383
Космос-1383 (КОСПАС-1) — первый космический аппарат серии «Надежда», обеспечивший работу международной поисково-спасательной системы Коспас-Сарсат.

## Создание и эксплуатация
Согласно Постановлению Совета Министров СССР от 12 января 1978 года № 33-15 «О проведении работ по созданию совместно с США, Канадой экспериментальной спутниковой системы для определения местоположения судов и самолетов, потерпевших аварию» началась разработка космической системы «Надежда». В июне 1978 года в Вашингтоне была проведена встреча специалистов НАСА (США), Морфлота (СССР), CRC (Communications Research Centre, Канада) и Национального центра космических исследований (Франция) с целью объединения двух основных систем спасения терпящих бедствие людей — советской КОСПАС (Космическая Система Поиска Аварийных Судов) и западного SARSAT (Search And Rescue Satellite-Aided Tracking).
В 1979 году был разработан «План реализации проекта КОСПАС-САРСАТ» (подписан 22 мая 1980 года), требовавший орбитальную группировку спутников для уточнения местоположения терпящих бедствие судов и ретрансляции их сигналов наземным службам. НПО Прикладной Механики на базе инженерных решений «Цикада» был разработан космический аппарат КОСПАС-1, получивший обозначение Космос-1383.
Спутник был запущен ракетой-носителем Космос-3М 30 июня 1982 года в 21:45 UTC с военного космодрома Плесецк и выведен на околокруговую орбиту. Уже во время проведения летных испытаний 10 сентября 1982 года с помощью данных, полученных со спутника, удалось спасти трёх человек, совершивших аварийную посадку на самолёте Cessna 172 в малонаселённой местности Британской Колумбии (Канада).